# 天主教贝尔高姆教区
天主教貝爾高姆教區 （拉丁語：Dioecesis Belgaumensis）是羅馬天主教的一個教區，位於印度卡纳塔克邦西北部，受班加罗尔总教区管轄。
教區成立於1953年9月19日。2012年有教友30,512名，佔轄區總人口僅百分之0.3。由一百四十名司鐸名管理六十七個堂區。現任教區主教為伯多祿‧馬沙多。